# Dalea bacchantum
Dalea bacchantum är en ärtväxtart som beskrevs av Rupert Charles Barneby. Dalea bacchantum ingår i släktet Dalea, och familjen ärtväxter. Inga underarter finns listade i Catalogue of Life.